# Parcul din Holodna Balka
Parcul Sanatoriului pentru copii „Hadjibey” (în ucraineană Парк дитячого санаторію «Хаджибей») este un parc și monument al naturii de tip peisagistic de importanță locală din raionul Odesa, regiunea Odesa (Ucraina), situat în satul Holodna Balka. 
Suprafața ariei protejate constituie 32,6 hectare, fiind creată în anul 1973 prin decizia autorităților sovietice. Se află în gestiunea sanatoriului „Hadjibey”.